# Jørgen Bru
Anders Jørgen Bru (ur. 5 stycznia 1881 w Tjølling, zm. 17 grudnia 1974 tamże) – norweski strzelec, olimpijczyk.
Uczestnik Letnich Igrzysk Olimpijskich 1908, na których wystartował w dwóch konkurencjach. Zajął 28. pozycję w karabinie dowolnym z 1000 jardów (wśród 50 strzelców) i 6. miejsce w karabinie wojskowym drużynowo (pośród 8 zespołów).

## Wyniki

### Igrzyska olimpijskie
| Igrzyska    | Konkurencja                  | Wynik                                               | Miejsce | Źródło |
| ----------- | ---------------------------- | --------------------------------------------------- | ------- | ------ |
| Londyn 1908 | Karabin dowolny, 1000 jardów | 82 pkt.                                             | 28      | [ 1 ]  |
| Londyn 1908 | Karabin wojskowy, drużynowo  | 2192 pkt. (druż.) 349 pkt. ind. (64–70–64–69–53–29) | 6       | [ 2 ]  |